# Jean-Luc Dengis
Jean-Luc Dengis (* 1950 in Herstal) ist ein belgischer Numismatiker.
Dengis fand im Alter von 12 Jahren zwei römische Münzen, die seine Sammelleidenschaft begründeten. Zunächst schlug er eine Karriere als Offizier der belgischen Armee ein. Danach widmete er sich der Numismatik, wo er zu einem der publikationsstärksten belgischen Numismatiker seiner Zeit wurde.
Dengis’ Spezialgebiet sind die Bearbeitung sowohl neuer als auch historischer Münzfunde in Belgien, die er nach Regionen und Epochen unterteilt in der Buchreihe Trouvailles et trésors monétaires en Belgique publiziert. Er gilt als Experte für Münzprägungen der belgischen Wallonie und verfasste Standardwerke zu den Münzen des Bistums Lüttich oder der Abtei Stavelot-Malmedy. Dengis war von 2008 bis 2011 Präsident der Königlichen belgischen Gesellschaft für Numismatik. Er lebt und forscht in Vielsalm.

## Publikationen (Auswahl)
- Les monnaies de la principauté de Liège. (= Collection Moneta, Bände 54, 55, 65, 192), Wetteren 2006–2016.
- Numismatique de la principauté abbatiale de Stavelot-Malmedy. (Collection Moneta, Band 72), Wetteren, 2008.
- Trouvailles et trésors monétaires en Belgique. (= Collection Moneta, derzeit 23 Bände), Wetteren 2009–2017.